# Плохой дом
«Плохой дом» или «Тёмный дом» (пол. Dom zły) — польский фильм-триллер 2009 года режиссёра Войцеха Смажовского. Премьера состоялась 16 сентября 2009 года. Съёмки происходили с ноября 2008 по январь 2009 в окрестностях города Горлице и Низких Бескидов.

## Сюжет
Действия фильма разворачиваются в унылый февральский день 1982 года во время военного положения в ПНР. Группа милиционеров под руководством поручника Мруза (Бартломей Топа) привозит подозреваемого в совершении преступления Эдварда Шроданя (Аркадиуш Якубик) на место происшествия к заброшенному дому в хозяйстве «Дзябасов» для совершения следственного эксперимента. Подозреваемый начинает рассказывать историю, произошедшую поздней осенью 1978 года.
Параллельно на месте событий начинает разворачиваться ещё одна история.

## В ролях
- Аркадиуш Якубик — Эдвард Шродань
- Мариан Дзендзель — Здислав Дзябас
- Кинга Прайс — Божена Дзябас
- Бартломей Топа — поручник Мруз
- Роберт Венцкевич — прокурор Томала